# Johanna Holma
Johanna Holma, née le 15 janvier 1985 à Umeå, est une biathlète suédoise.

## Biographie
Elle vient de Boden et s'entraîne avec le club I 19IF.
Holma fait ses débuts internationaux en 2004 aux Championnats du monde junior.
En 2006, elle remporte deux médailles aux Championnats d'Europe junior : argent à l'individuel et bronze au sprint. 
Les 2007 est son ultime compétition dans l'élite. Durant la saison 2006-2007, elle obtient son meilleur résultat dans la Coupe du monde avec une 28e place au sprint de Ruhpolding.

## Palmarès

### Championnats du monde
| Épreuve / Édition                | Individuel | Sprint | Poursuite | Départ en masse | Relais | Relais mixte |
| Mondiaux 2007 Antholz-Anterselva | -          | 42e    | DNS       | -               | -      | -            |

### Coupe du monde
- Meilleur classement général : 78e en 2007.
- Meilleur résultat individuel : 29e.

### Championnats d'Europe junior
- Médaille d'argent de l'individuel en 2006.
- Médaille de bronze du sprint en 2006.